# Радиовъглеродно датиране
Радиовъглеродно датиране е физически метод за радиоизотопно датиране на биологически останки, предмети и материали с биологически произход чрез измерване на съдържанието на радиоактивния изотоп на въглерода въглерод-14 (14C) в сравнение със съдържанието на стабилните му изотопи. Предложен е от Уилърд Либи през 1946 г., за което той е удостоен с Нобелова награда за химия в 1960 г.
Във всички живи организми съотношението между въглерод 14 и въглерод 12 е същото както в атмосферата, защото при жизнените процеси непрекъснато се обменя въглерод с околната среда. Когато обаче организмът умре, този обмен се прекратява и броят на ядрата въглерод 14, които са се съдържали в него, започва да намалява в съответствие със закона за радиоактивното разпадане. По броя на неразпадналите се ядра може да се определи възрастта на предмета или организма.

## Пример
В руините на древен град са намерени дървени предмети, в които концентрацията на {\displaystyle {}_{6}^{14}{\textrm {C}}} е четири пъти по-малка, отколкото в отрязано дърво. Да се определи възрастта на предметите. Периодът на полуразпад на {\displaystyle {}_{6}^{14}{\textrm {C}}} е {\displaystyle T_{1/2}=5730} години.
Решение: От закона за радиоактивното разпадане {\displaystyle N=\left({\frac {1}{2}}\right)^{n}N_{0}} следва, че {\displaystyle {\frac {N}{N_{0}}}={\frac {1}{4}}=\left({\frac {1}{2}}\right)^{2}}, т.е. {\displaystyle n=2}. Следователно възрастта на предметите е {\displaystyle t=nT_{1/2}=2(5730)\approx 11500} години.

## Калибриране
Сравняването на датировки, получени чрез радиовъглеродно датиране, с тези чрез други методи показват систематично отклонение. Това довежда до разбирането, че макар и незначително, съотношението между изотопите се променя във времето, т.е. математическата зависимост не е права линия и за прецизни резултати е нужно да се отчита този факт.
За да се получи необходимата корекция, се използват точно датирани образци с други методи и се определя възрастта им с радиовъглеродно датиране. Първи извършва това Hans Suess през 1967. Неговата калибровъчна крива показва два типа отклонения от правата линия: дългосрочно отклонение с период от около 9000 години и кратки отклонения, често наричани пикове („wiggles“), с период десетилетия. Не е ясен техният произход, но днес те са общопризнати и са известни като ефект на де Врис (de Vries effects) по името на холандския учен Hessel de Vries.
Калибровъчната крива се използва, като определената лабораторно с радиовъглеродно датиране дата се отчете по вертикалната ѝ ос (абсцисата) и се прекара хоризонтална линия докато се пресече с калибровъчната крива. Това дава калибрираната дата. След 1998 г. се въвеждат стандартни калибровъчни криви, чрез които „въглеродната възраст“ се преобразува в календарна дата.
Последната (за сега) калибровка INTCAL13 е публикувана в 2013 г.